# Чуприк-Котюк Етелла Олександрівна

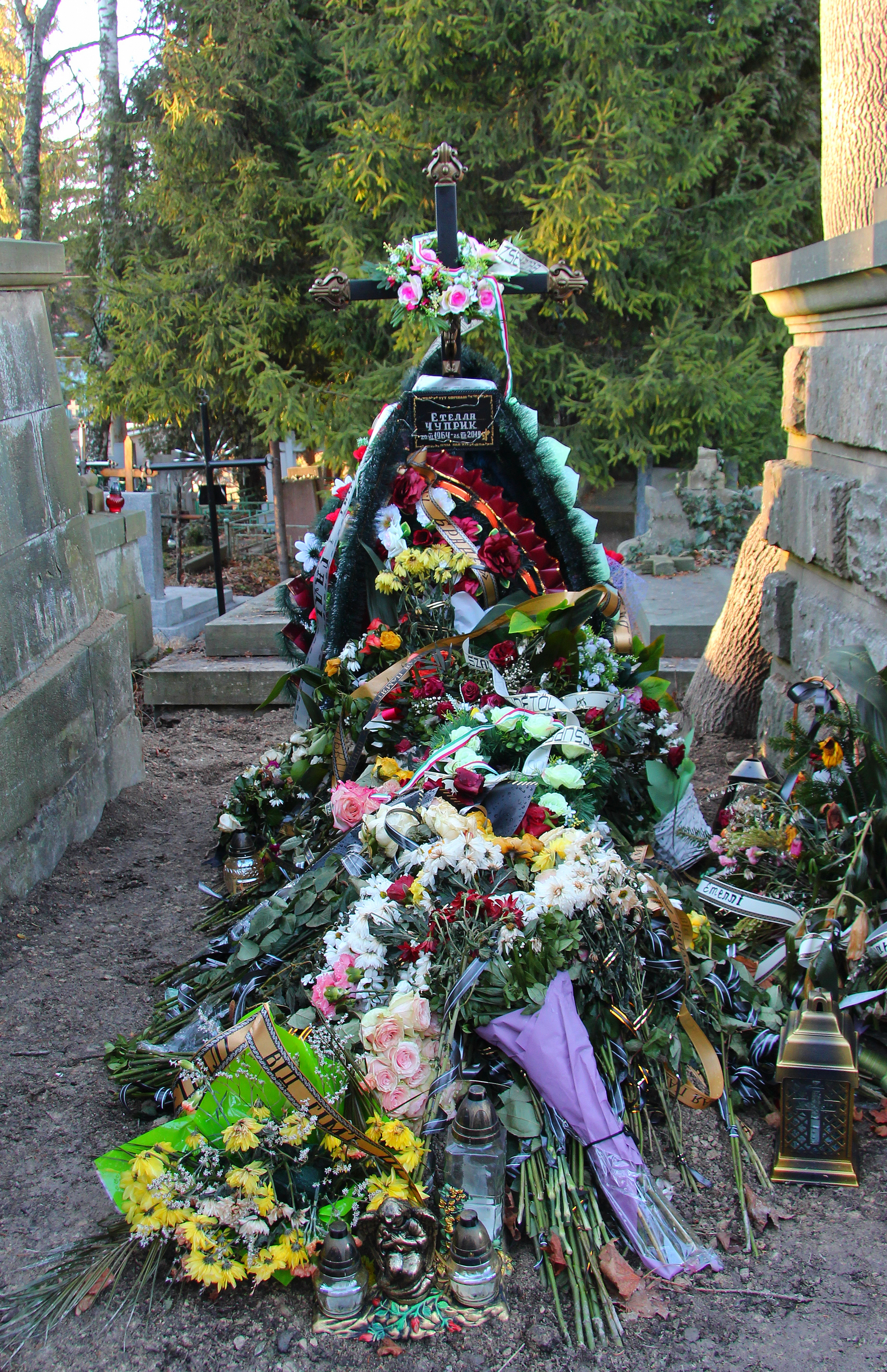

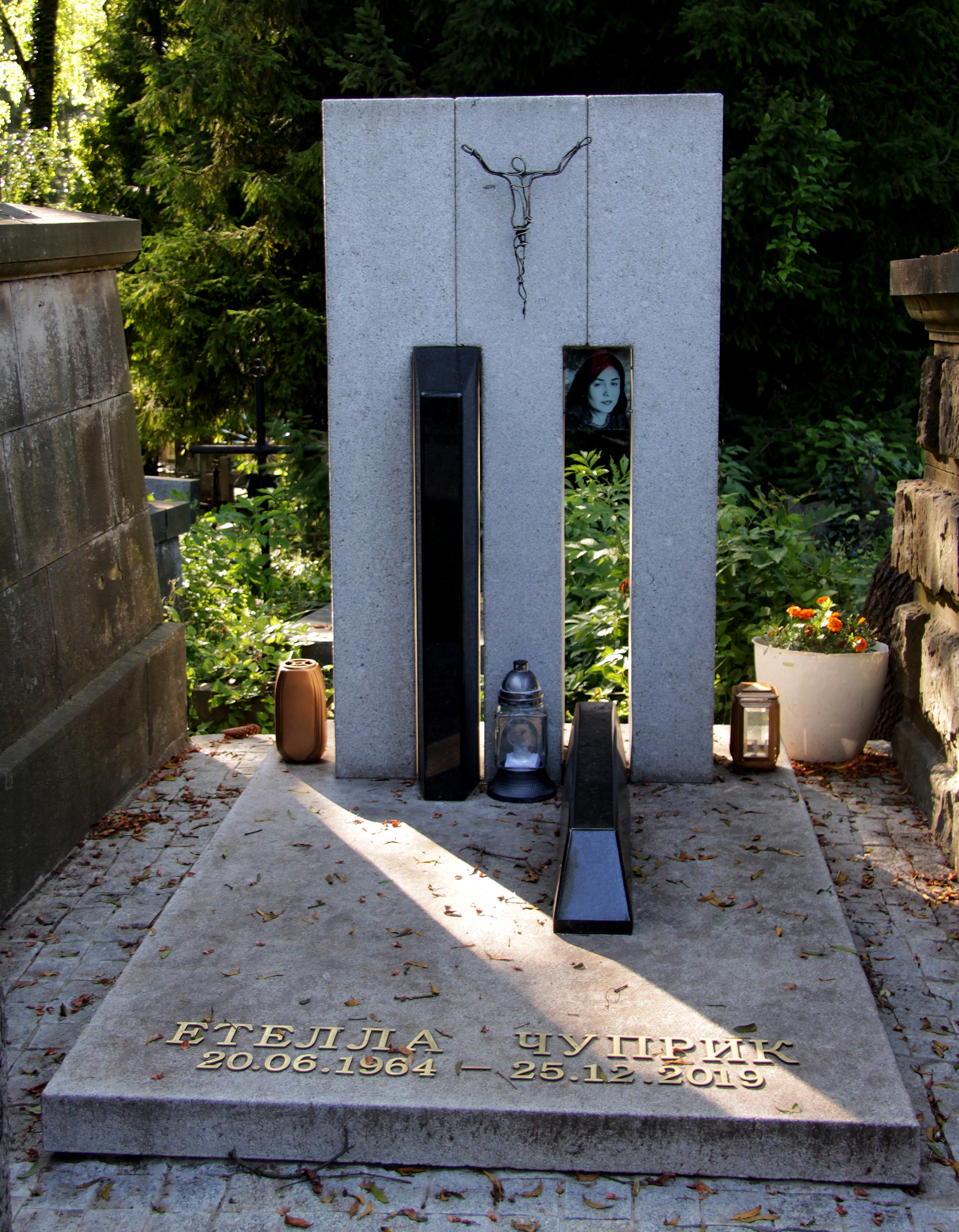
Нагробок на могилі Етелли Чуприк

Ете́лла Олекса́ндрівна Чу́прик-Котю́к (20 червня 1964, м. Виноградів — 25 грудня 2019, Львів) — українська піаністка, доцент Львівської національної музичної академії імені Миколи Лисенка, народна артистка України (2016).

## Життєпис
Народилася 20 червня 1964 року в м. Виноградові Закарпатської області в багатодітній родині.
Грі на фортепіано навчалася з трирічного віку, спочатку під керівництвом закарпатських чехів, яких звали Дюсі Бачо та Мігаль Варга, згодом — під керівництвом випускниці Празької консерваторії, викладача місцевої музичної школи Гергель Юдіти Гейзівни. У п'ятирічному віці виступила з своїм першим концертом, на якому виконала Вальс № 7 Шопена та Серенаду Шуберта.
1986 року закінчила Ужгородське державне музичне училище імені Дезидерія Задора (викладач — Мар'яна Степанівна Валковська). Закінчила Львівську консерваторію імені Миколи Лисенка (клас професора — Марина Юріївна Крих-Угляр).
Заслужена артистка України від 1994 року.
Була спеціальна стипендіаткою Асоціації Ріхарда Вагнера в Байройті (Німеччина).
З 1996 року — віце-президент Асоціації українських піаністів. З 1998 року — доцент кафедри спеціального фортепіано Львівської національної музичної академії імені М. Лисенка. У 2010—2019 роках — солістка Закарпатської обласної філармонії.
2016 року Етеллі Олександрівні присвоєно звання народної артистки України.
Брала участь у гастролях із симфонічними оркестрами в Європі. Виступала з відомими диригентами, зокрема з Джансугом Кахідзе, Федором Глущенком, Володимиром Сіренком, Андрашом Лігеті, Єжи Сальваровскі, Богуславом Мадеєм, Володимиром Понькіним, Робертом Кенігом, Реінгардом Сеіфрідом, Андрашем Келлером.
У репертуарі — понад 300 сольних творів серед них Й. С. Баха 48 прелюдій і фуг з ДТК, В. А. Моцарта 19 фортепіанних сонат та Л. В. Бетховена, 32 сонати, і понад 20 концертів для фортепіано з оркестром. Записала 13 компакт-дисків.
19 червня 2019 року відбувся бенефіс піаністки у Львівській філармонії.
25 грудня 2019 року, на 56-му році життя, Етелла Чуприк відійшла у вічність. Похована на Личаківському цвинтарі, поле № 78.

## Міжнародні конкурси
- 1988 — Міжнародний музичний конкурс імені Миколи Лисенка (перше місце)[5]
- 1990 — Всесоюзний конкурс ім. С. Рахманінова (третє місце)[6][7]
- 1991 — Міжнародний конкурс ім. Ф. Ліста в Будапешті (третє місце)
- 1994 — Міжнародний музичний фестиваль ім. В. Горовіца (золота медаль).[8]